# 苏州码子

蘇州碼子

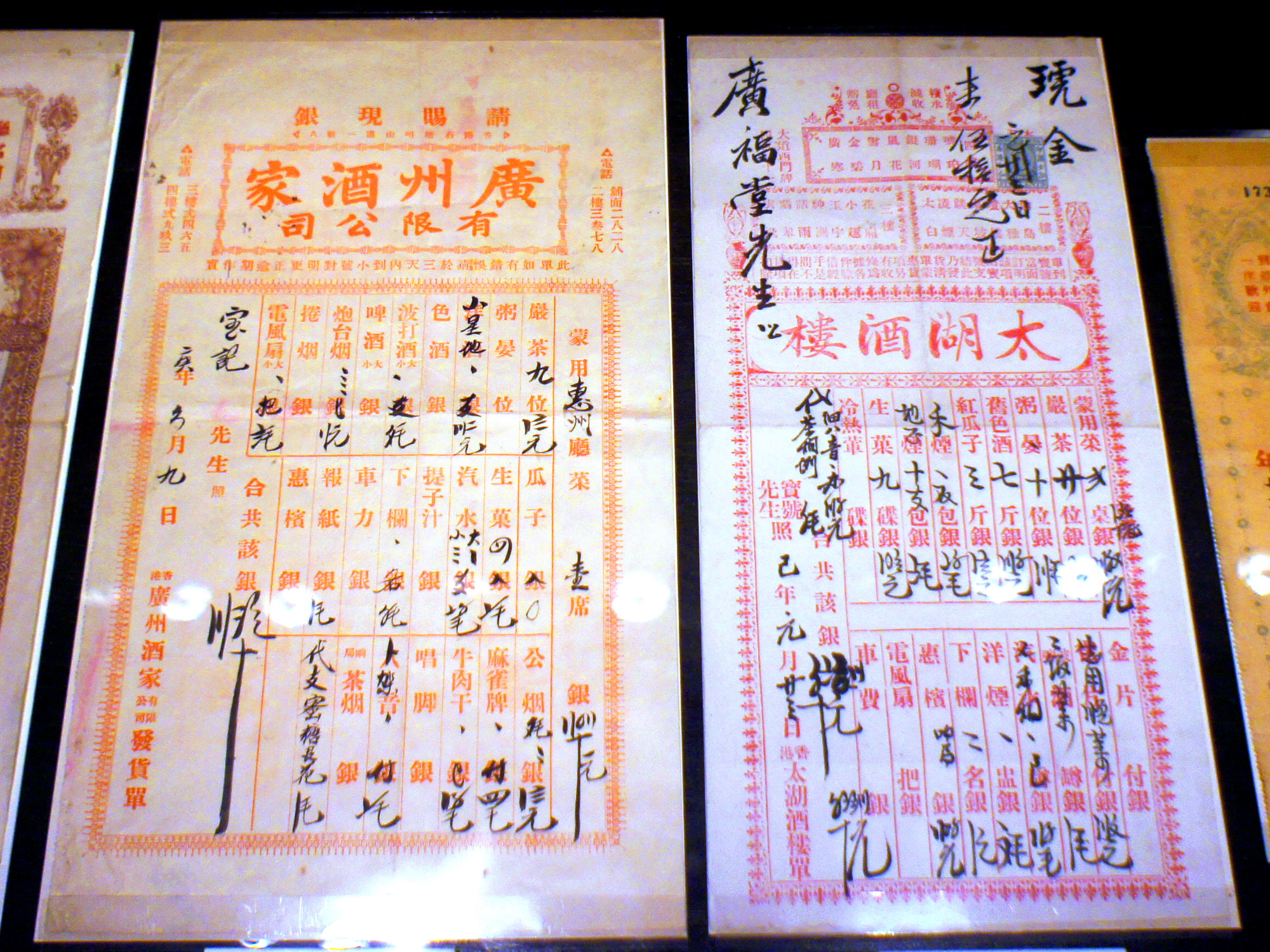
20世紀初香港兩家酒樓給客人的開支清單上可見到蘇州碼子的使用（香港歷史博物館展品）雖然清單是從右到左直寫，但是蘇州碼子是從左到右橫寫。

蘇州碼子，又称花碼、草碼、商碼、柴码等，簡稱碼子，福建寫作碼子和豬屎數，臺灣寫作菁仔碼，是種曾在中國民間流行的數字，源於苏州，由算籌演變而來。因為蘇州碼子易於學習，書寫便捷，一串數字能連筆寫出，而且寫法如同珠算，可以配合算盤使用，曾經廣泛使用於商業中，在賬簿和發票等處均有使用。蘇州碼子現今於中國大陸及臺灣已幾近絕跡，僅在港澳地區的菜市場、海鮮檔、舊式茶餐廳餐牌及中藥房偶然可見。

## 历史

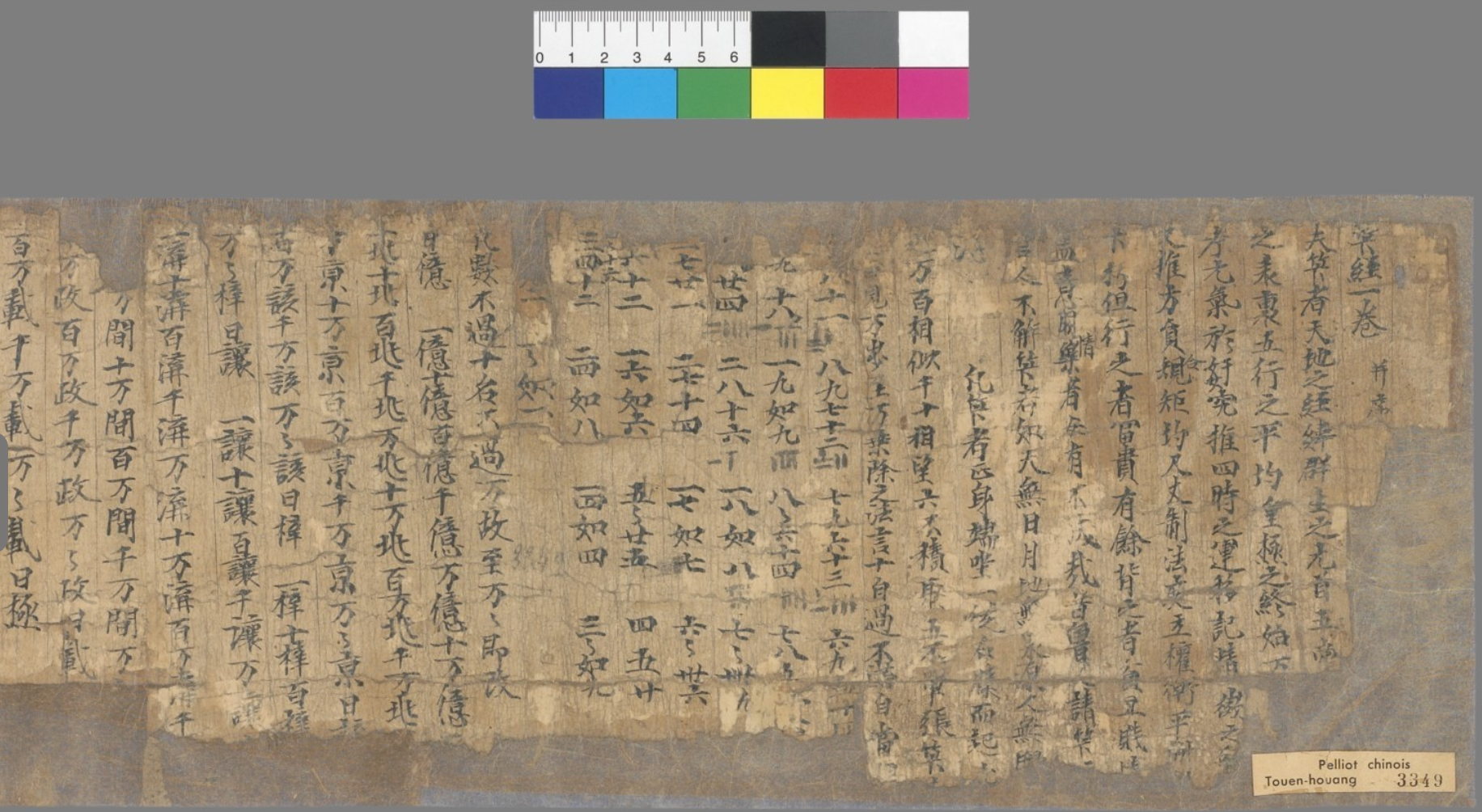
敦煌《算经》残卷（P.3349）中已经可见部分与现在“苏州码子”相同的符号，如“〦”或“丅”表示数字六、“〧”表示七等

蘇州碼子脫胎於算籌。一些类似的符号已经可以见于敦煌文书，但和后世柴码还有一定距离，如在敦煌文书算经和九九表（如S.930v.、P.3349等）中，“〦”或“丅”表示六，“〧”表示七，一到五条竖表示数字一至五等，此外在黑水城出土的西夏借粮契约和元代赋税文书中，也有符号记数的例子，因此有人认为，这类记数符号在唐、五代时期敦煌地区的使用已较广泛，它们与黑水城文书及宋代司马光《潜虚》中的记数符号存在相关性。
花码由南宋时期从算筹分化。同算筹一样，花码是十进位制计数系统。有別於算筹常用於数学和工程上，花码通常用在商业领域里，主要用途是速记。明万历年间刊行的徐心鲁《盘珠算法》（1573年）中称之为“马子暗数”（其中5（〥）记作类似“孑”的形状），程大位的《算法統宗》（1592年）介紹了蘇州碼子，稱之為「暗馬式」和「暗子馬數」。蘇州碼子從明代起，為蘇、杭一帶採用，在民間流行了數百年後，最終為阿拉伯數字取代其地位。明清的徽州文书中，也有许多使用“柴码”的。近代时，电报的数码也有使用柴码抄录的。
台湾称之为菁仔碼（“菁仔”是指未加工的槟榔嫩果）、臺灣碼、番薯碼、擔柴碼。
在1990年代之前，香港公共小型巴士普遍以此標示車資價錢，現時仍有少數路線仍以此標價。香港小學數學課程中，將之稱為中國古代數字或中國數碼，並於小學五年級授予有關用法。

## 符号

蘇州碼子的五及九，是算籌橫式符號的草寫。

花码使用特别符号来代表数字，符號是從南宋記錄算籌的數碼演變而來。
五至九的花碼，是零至四的花碼上各加一筆，代表五的短豎（參考算籌橫式數碼），也就是短豎加「〇」是「〥」（五），短豎加「一」是「〦」（六），短豎加「二」是「〧」（七），短豎加「三」是「〨」（八），短豎加「〤」（四）是「〩」（九）。
其中，五和九的花碼「〥」「〩」變了形狀，以方便書寫。因為傳統畫圈是順時針方向從右到左，花碼「〥」應於右上角收筆。注意數字六至八的花碼「〦」「〧」「〨」，書寫時第一筆應為短豎，不應寫作斜點（即使偶有為之），從而避免誤認為「二」「三」。
一二三的花碼都是豎筆，為免這三個花碼相連時混淆，用橫筆「一二三」與豎筆花碼相間，第一個數字用豎筆，第二個用橫筆，第三個用豎筆，如此類推。比如，「二一」花碼作“〢一”，不用“〢〡”，避免與“〣”混淆，又如「四三一二」作「〤〣一〢」，「一九二二」作「〡〩〢二」。
| 數字     | 〇 | 一    | 二    | 三    | 四 | 五 | 六 | 七 | 八 | 九 |
| 花碼     | 〇 | 〡 一 | 〢 二 | 〣 三 | 〤 | 〥 | 〦 | 〧 | 〨 | 〩 |
| 算籌横式 |    |       |       |       |    |    |    |    |    |    |
| 算籌直式 |    |       |       |       |    |    |    |    |    |    |
| -------- | -- | ----- | ----- | ----- | -- | -- | -- | -- | -- | -- |

## 记数法
苏州码子是进位制记数系统，以位置表示大小。记数符号写成两行，首行记数值，第二行记量级和计量单位。
例一：
- 〤〇〢二十元

第一行记载的是数目之数值，“〤〇〢二”代表4.022。第二行记载数目之数量级和计量单位。此处数量级是十，代表第一行的第一位数字之数量级是十位。換言之，這數字是“4.022 × 10元 = 40.22元”，或“四十元二角二分”。
例二：
- 〨〥千斤

第一行「〨〥」代表8.5，第二行記數量級為千，表示第一行第一位數字的數量級是千位，因此這數字是「8.5 × 1000斤」，等於「8500斤」。因為數量級已經表明，故此可以不寫末尾的「〇」，正如數目的讀法「八千五百」也省略末尾的零，甚至可直接讀作「八千五」。
如果數量級是一，將數量級省去。如果數量級是萬，為求簡便，用筆畫簡單的俗字「万」表示，不用「萬」。同樣地，當計量單位是「毫」時，用「毛」字代替，還有一些計量單位也有簡筆記法。例如：
例三：
- 〣〤〢元

例四：
- 〩〨毛

例三是「34200元」，例四是「9.8毫」。
如果第一行只有一個數字，可以選擇將數量級記在右旁；當數量級為一時，可以將計量單位記在右旁。
例五：
- 〤十元

例六：
- 〧尺

例五「40元」只有一個數字「〤」，將「十」字記在右旁（也可以在「〤」後添上「〇」，下行寫「十元」）：〤〇十元。例六「7尺」只有一個個位數字，將單位「尺」記在右旁。
雖然傳統漢文是直行書寫，但花碼不用直寫，而是沿用了算籌由左至右的橫向記法，與算盤相同。因此，很多時候花碼寫得窄長而緊密。
此计数系统与科学记数法很相近。
「10元」寫法，商用可簡作「十元」，一般寫法是上行寫「〡〇」，下行對應寫作「十元」，即：〡〇十元。

## 其它地域的使用

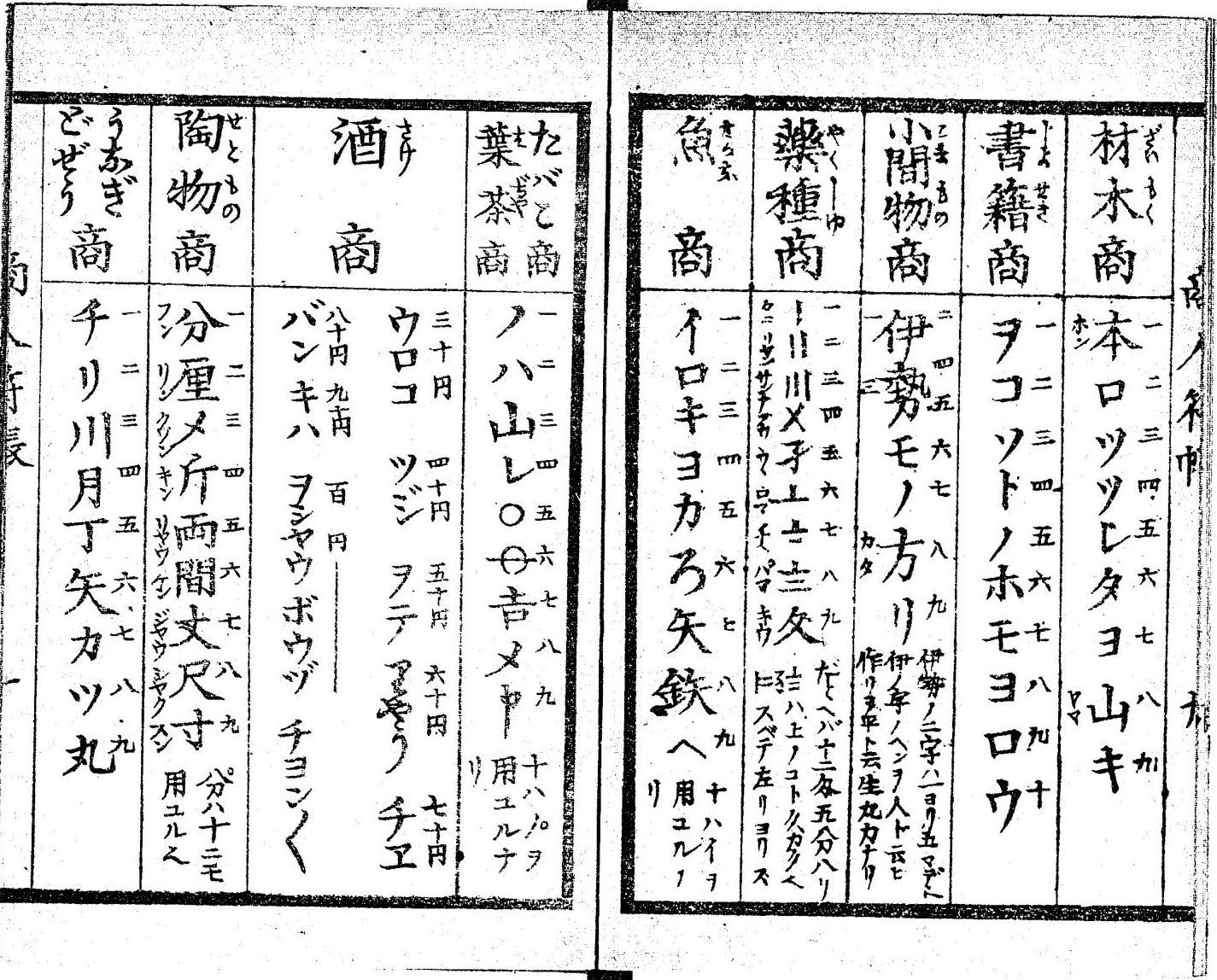
1889年日本出版书籍中的“诸商人通用符帐”部分，其中所记“药种商”所用的符号即苏州码子，其中5（〥）为“孑”形

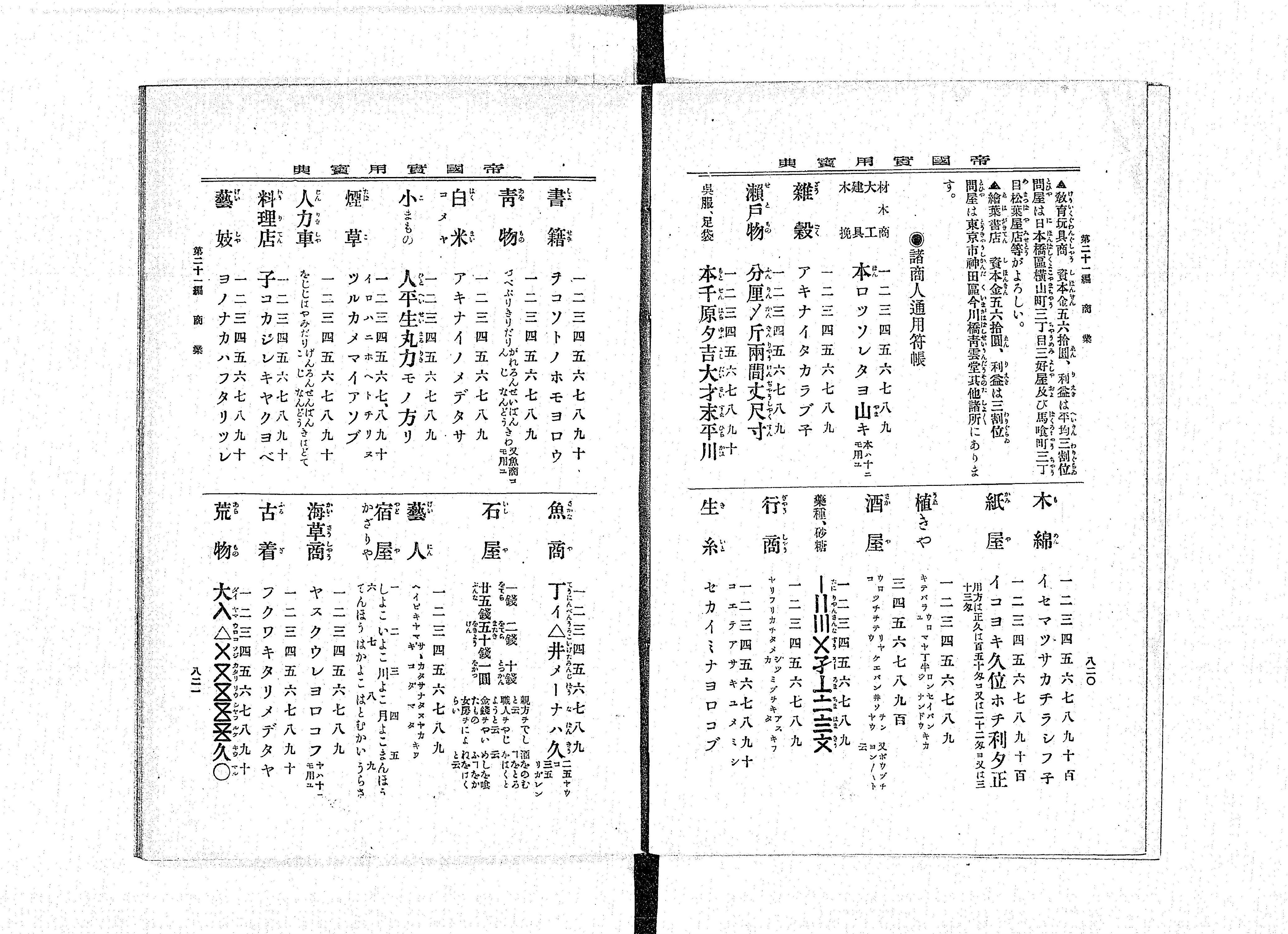
1909年日本出版的《帝国实用宝典》中的“诸商人通用符帐”部分，其中所记“药种、砂糖”商人所用的符号即苏州码子，其中5（〥）为“孑”形

苏州码子也在江户时代曾传至日本，被称为“阿蘭陀符帳”（《算用万取集日记》），后简称“符帳”，如明治维新后的1893年出版的《诸商人通用符帐》中，在药商一项中有此种数码，其中5记作类似“子”的形状。
在琉球，苏州码子被称作“苏州码”（すうちうま、スーチューマ），有时也用汉字表记为“琉球数碼”、“数籌碼“、”数珠碼”等，主要在账簿中使用。1879年日本吞并琉球后，苏州码的使用逐渐消失。在冲绳语的俗语中，“苏州码话”（スーチューマー グトゥ）意为“不能理解的话”、“写得不好看的文字”。
英國廣播公司的電視連續劇，將蘇州碼子充作該劇首季第2集中的神秘符號，但是誤以豎寫表達（例如：劇集中路邊小販的價錢牌用豎寫，實際只用橫寫）。

## 图集

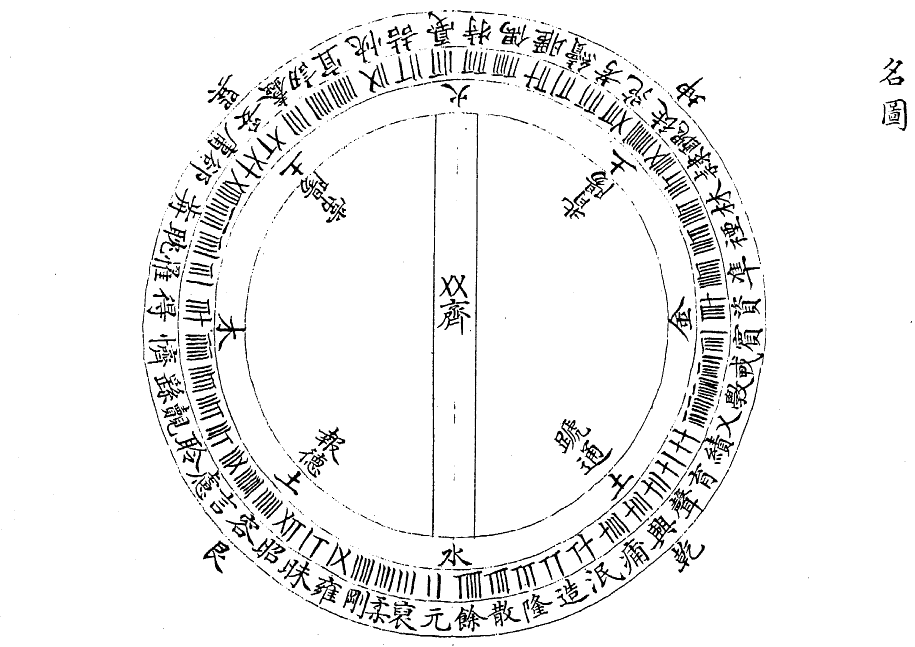
宋代司马光《潜虚》中的记数符号，六用“〦”或“丅”表示，与现在流行的柴码不同的是，符号“〤”用于表示五而不是四
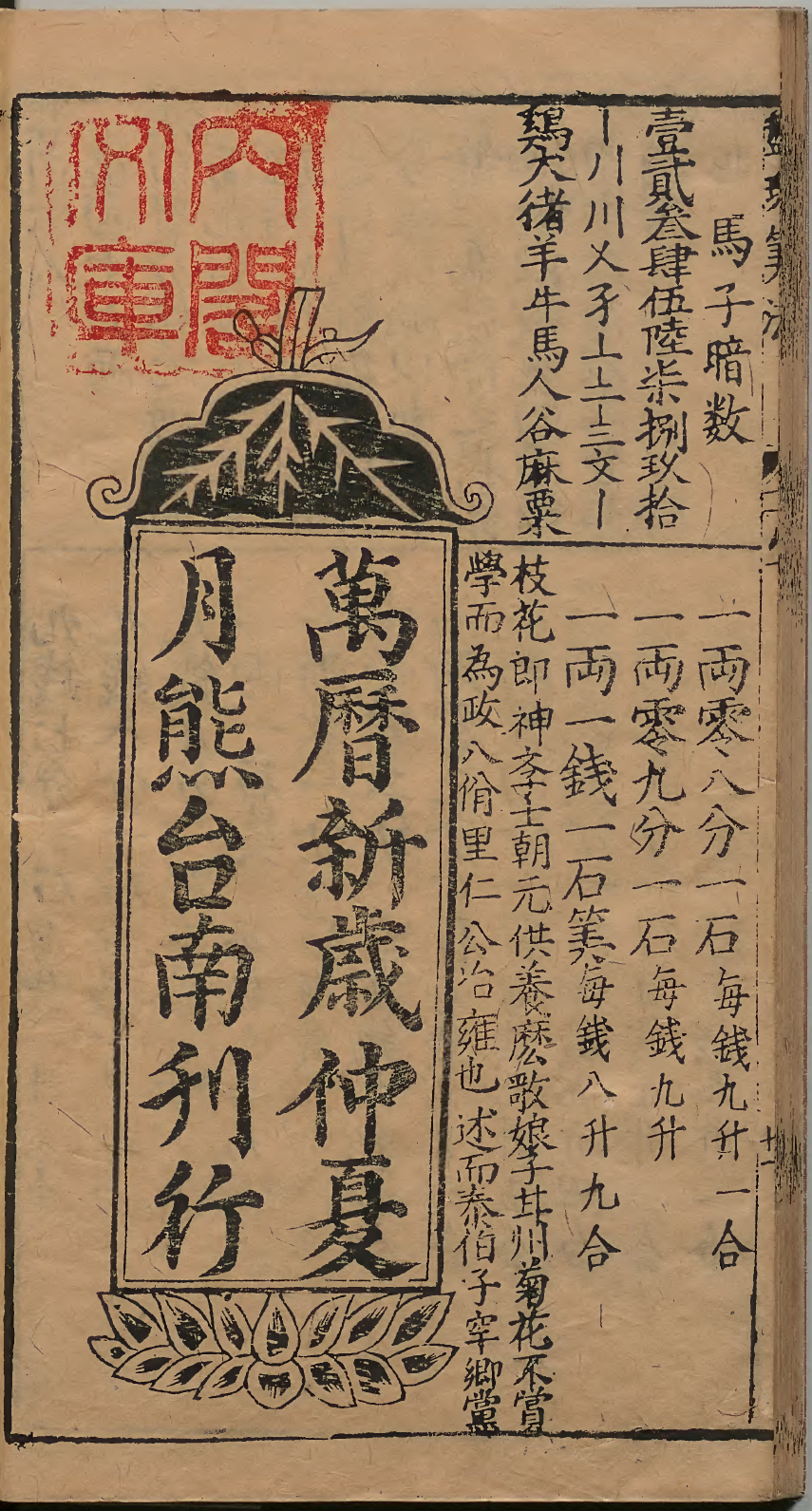
明万历刊本徐心鲁《盘珠算法》（1573年）最后一页，上面的“马子暗数”即苏州码子。其中5（〥）记作类似“孑”的形状
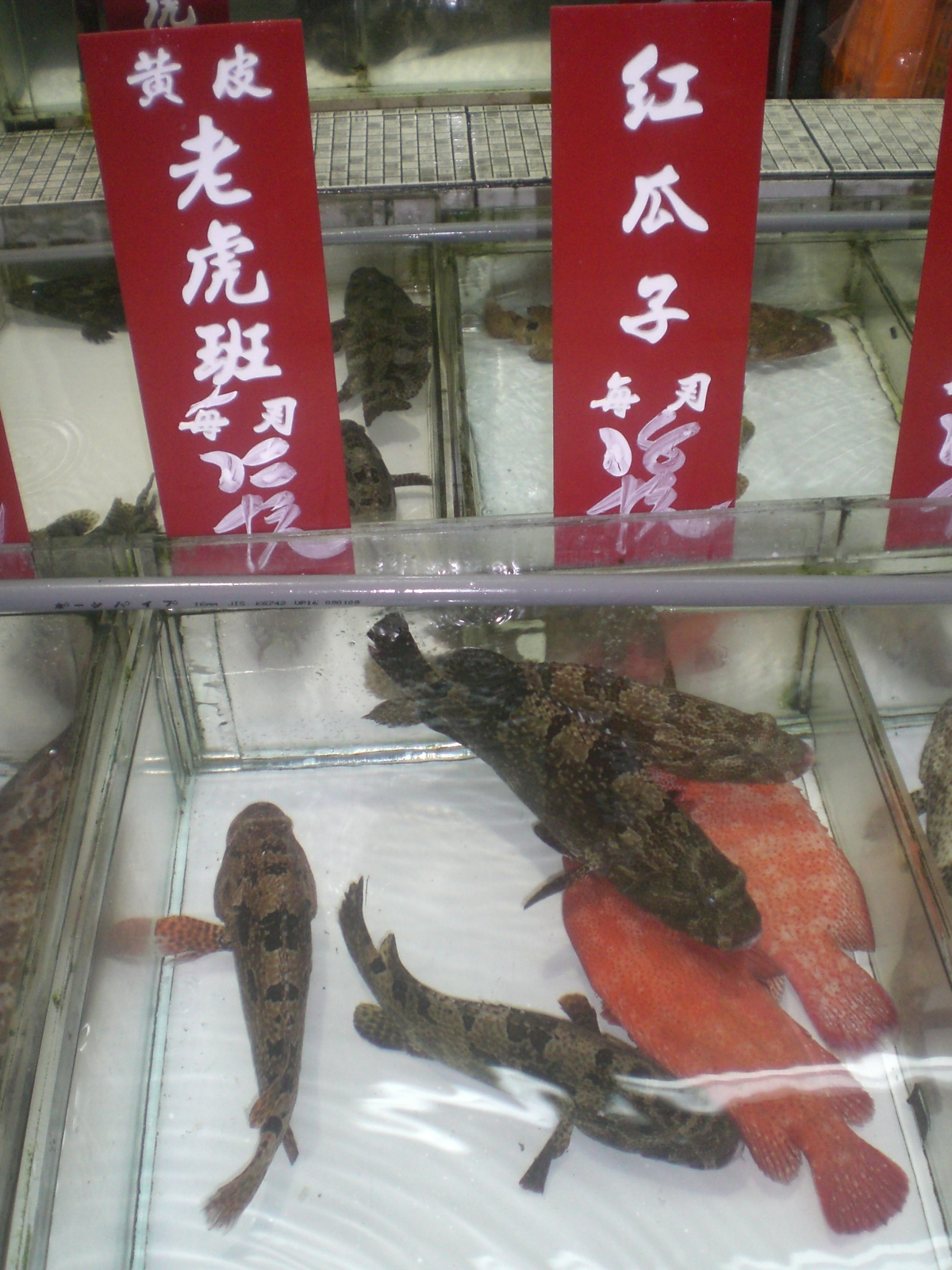
香港街市以蘇州碼子此標示的價錢（左：每兩12元；右：每兩15元）
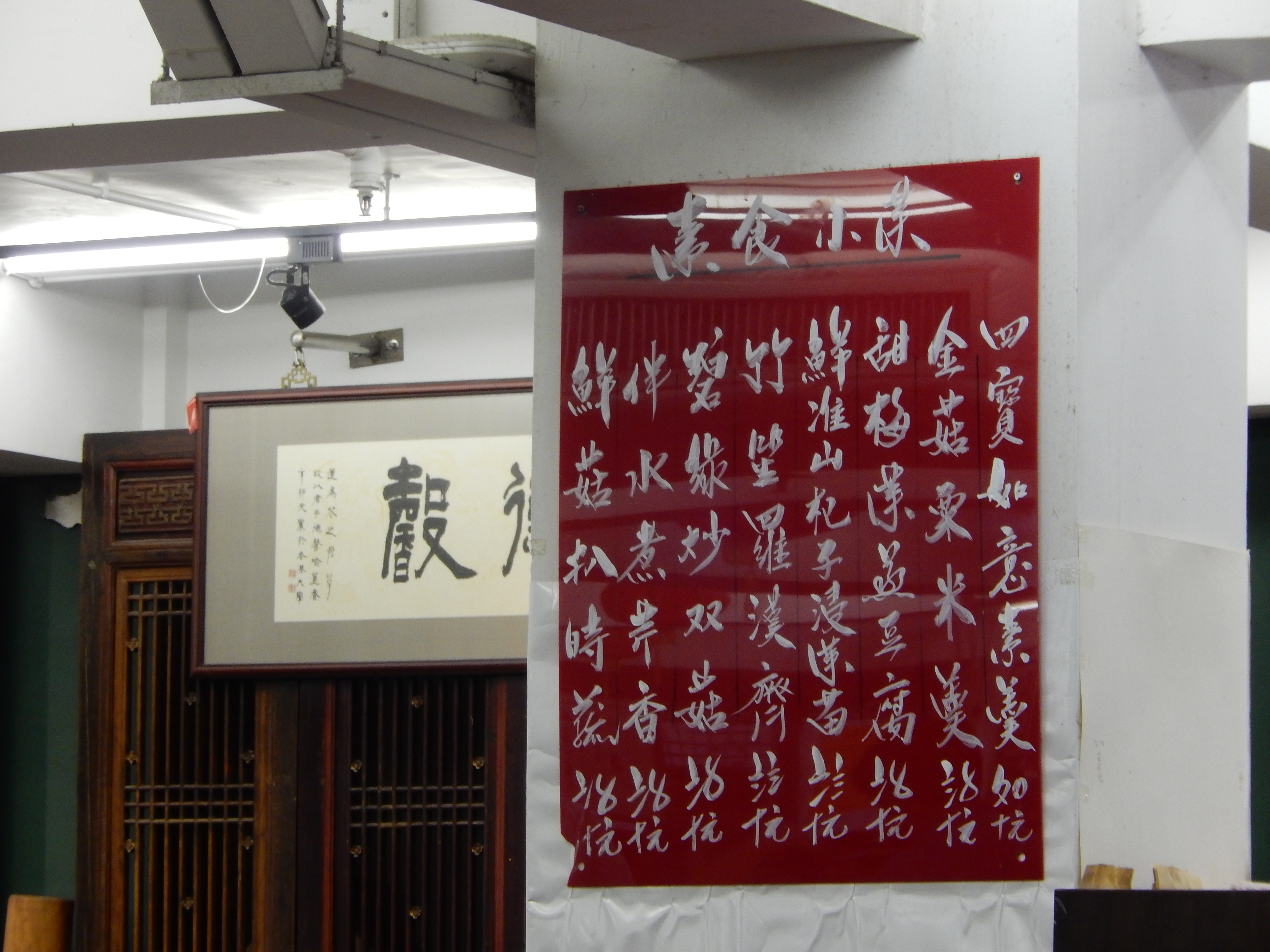
香港蓮香居餐牌用蘇州碼子標示價錢。酒樓職員稱以往酒樓餐牌都用毛筆寫，寫阿拉伯數字不好看，必須寫蘇州碼子才能寫出書法美感。
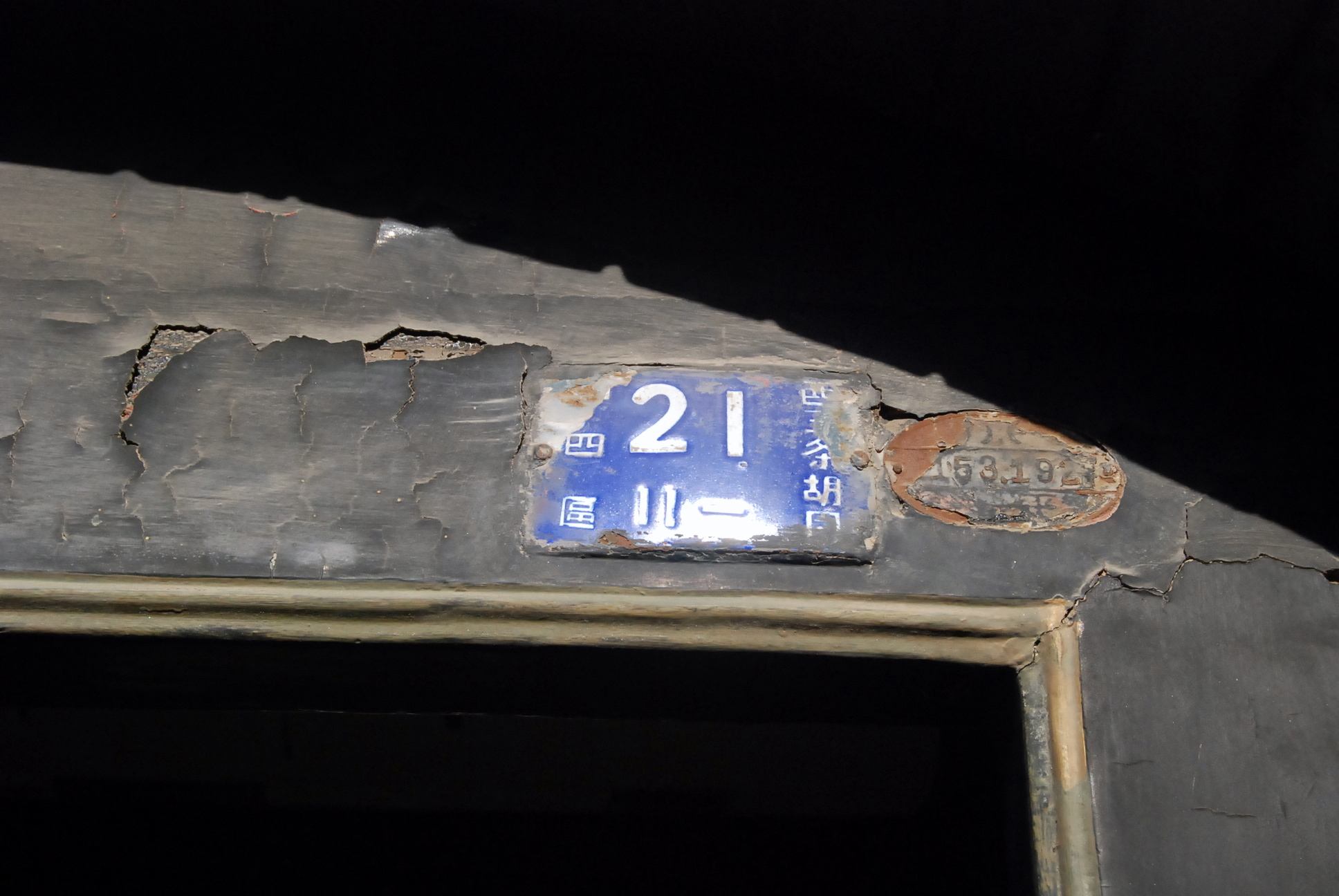
北京民國時期的門牌，門牌號阿拉伯數字和蘇州碼子並用。圖中北京魯迅舊居的老門牌，上方的阿拉伯數字21，與下方的蘇州碼子「〢一」相對應。
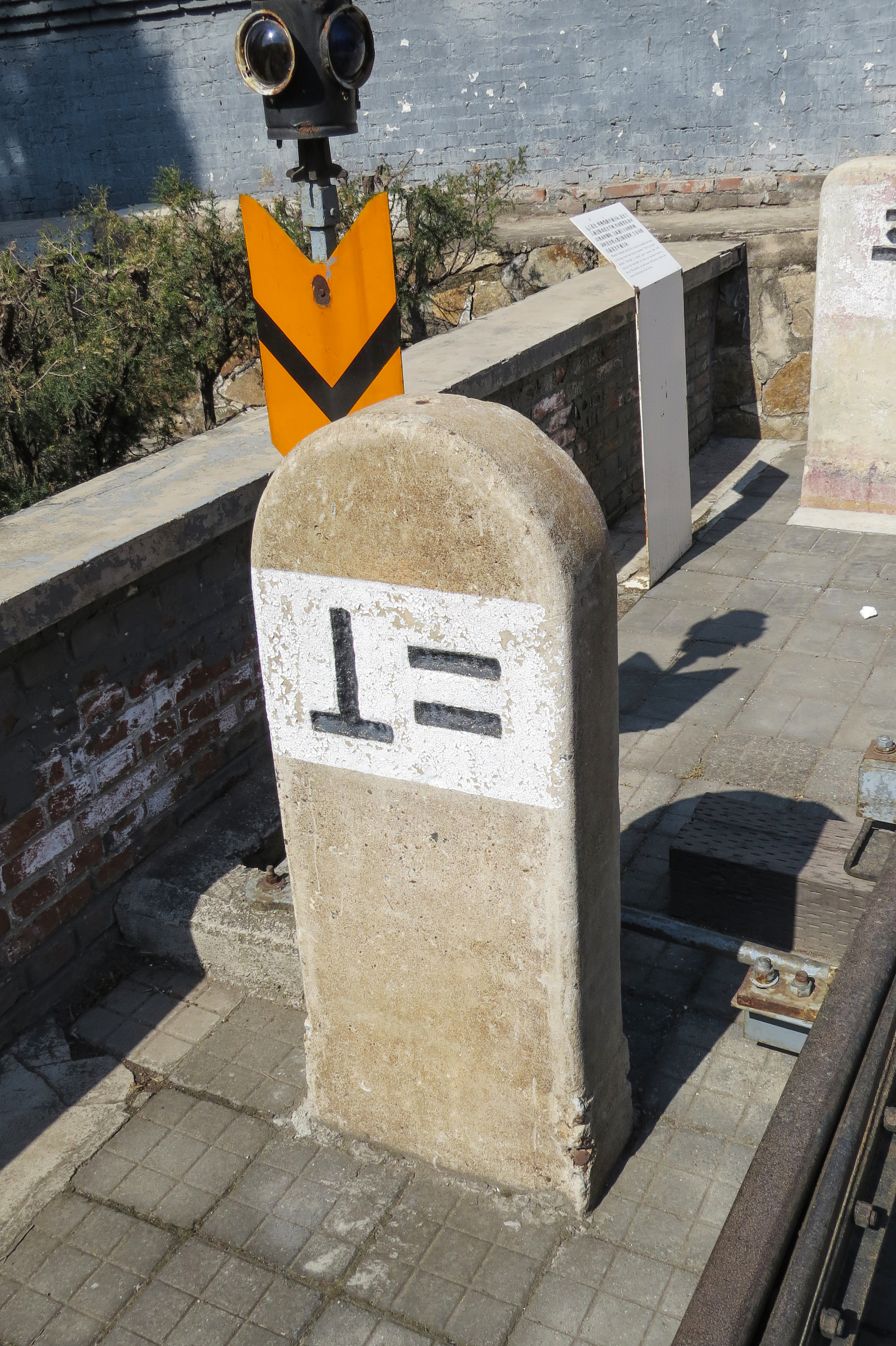
京張鐵路曾使用蘇州碼子標記里程碑

## 信息化

### Unicode編碼
花碼一至九的符号已经被加入Unicode，字符码址从U+3021到U+3029。
| 数字 | 苏州码子 | 苏州码子 | 替代使用的汉字 | 替代使用的汉字 |
| 数字 | 字符     | 码址     | 字符           | 码址           |
| ---- | -------- | -------- | -------------- | -------------- |
| 0    |          |          | 〇             | U+3007         |
| 1    | 〡       | U+3021   | 一             | U+4E00         |
| 2    | 〢       | U+3022   | 二             | U+4E8C         |
| 3    | 〣       | U+3023   | 三             | U+4E09         |
| 4    | 〤       | U+3024   |                |                |
| 5    | 〥       | U+3025   |                |                |
| 6    | 〦       | U+3026   |                |                |
| 7    | 〧       | U+3027   |                |                |
| 8    | 〨       | U+3028   |                |                |
| 9    | 〩       | U+3029   |                |                |

此外，花碼十、二十、三十（即“〸〹〺”）後來也被加入Unicode中。但由於在舊版裏不支援，結果不少時候會借用漢字。
| 数字 | 苏州码子 | 苏州码子 | 替代使用的汉字 | 替代使用的汉字 |
| 数字 | 字符     | 码址     | 字符           | 码址           |
| ---- | -------- | -------- | -------------- | -------------- |
| 10   | 〸       | U+3038   | 十             | U+5341         |
| 20   | 〹       | U+3039   | 卄             | U+5344         |
| 30   | 〺       | U+303A   | 卅             | U+5345         |

#### 「杭州数字」
苏州码子由Unicode 1.1版本加入Unicode标准，当时被误解为杭州风格。Unicode 4.0版本的勘误表认出了此误解：
The Suzhou numerals (Chinese su1zhou1ma3zi) are special numeric forms used by traders to display the prices of goods. The use of "HANGZHOU" in the names is a misnomer.
Unicode标准文献中，所有关于“杭州”的错误都已经被修正成“苏州”，但是为了稳定，Unicode不允许对字符名称的改变，所以字符名称中的“杭州数字”也就将错就错了。字符名称被有些软件作为唯一标识符，修改会造成向后兼容问题。
关于这个误命名的应用之广泛，甚至在英国广播公司（BBC）于2010年出品的福尔摩斯改编剧，（Sherlock）中的裡都得以体现：苏州码子大量以“杭州”之名，作为該剧第一季第二集的关键线索，穿插其间。

### 相关标准
中国大陆的GB 2312标准未收录苏州码子相关的符号。GB 18030标准由于是一种Unicode变换格式，所以也收录了Unicode中与苏州码子相关的符号。
台湾的Big5、CNS 11643收录了苏州码子中的1到9、10、20和30，其中1到3为纵式。

## 外部連結
- 蘇州碼 － 阿拉伯數字轉換器（页面存档备份，存于）
- .   [2015-01-23]. （原始内容存档于2014-01-29）.有各種使用蘇州碼子的歷史文件。
- .   [2015-01-22]. （原始内容存档于2015-01-21）.展出多張使用蘇州碼子的老發票圖片。
- .   [2015-01-23]. （原始内容存档于2015-01-23）.京張鐵路的里程碑使用了蘇州碼子，目前在青龙桥站展示。
- . 搜狐.   [2015-01-22]. （原始内容存档于2019-10-19）.董啟章祖父的賬簿，用「上進下支」的舊式記賬，內文豎寫，花碼橫寫。